# Kubevan
Kubevan  ali klasično telo Kuiperjevega pasu je asteroid iz Kuiperjevega pasu, ki kroži po tirnici zunaj tirnice Neptuna in ni v orbitalni resonanci z nobenim od velikih planetov. Kubevani krožijo po tirnicah z veliko polosjo med 40 in 50 a.e. in ne sekajo tirnice Neptuna (tako kot Pluton). Ime so dobili po prvem odkritem čezneptunskem telesu (15760) 1992 QB1 . Vse pozneje odkrite podobne asteroide so imenovali QB1-je (to se v angleščini izgovarja kot kubevan [kjú bí ván]).
Najbolj znani kubevani so:
- (15760) 1992 QB1
- Makemake največji kubevan oziroma eno izmed največjih čezneptunskih teles
- Haumea, zanimiv zaradi podolgovate oblike, dveh lun in hitrega vrtenja (3,9 ur)
- 50000 Kvaoar
- 20000 Varuna
- 2002 TX300
- 2002AW197
- 2002 UX25

## Tirnice
Večina kubevanov kroži z orbitalno resonanco med 2:3 (plutini) in 1:2 tako, da niso v resonanci. Kubevan 50000 Kvaoar ima krožnici podobno tirnico skoraj v ravnini ekliptike. Kubevane lahko po lastnostih tirnice razdelimo v dve skupini. Za prvo skupino je značilno, da imajo majhen naklon tira in skoraj krožne tirnice To skupino imenujejo tudi ‘vroča skupina kubevanov’. Druga (manjša) skupina, ki jo imenujejo tudi ‘hladna skupina kubevanov’, ima tirnice z večjim naklonom in večjo izsrednostjo.
V projektu Deep Ecliptic Survey so odkrili, da v resnici obstojata dve skupini kubevanov: prva skupina ima naklon tira okoli 4,6°, druga pa 30 °.
Če primerjamo tirnice kubevanov in plutinov, vidimo, da kubevani ne prečkajo tirnice Neptuna, plutini pa jo prečkajo. Plutini imajo tirnice z večjo izsrednostjo in tako pridejo bliže Neptunu.

## Problem z definicijo kubevana
Uradne definicije kubevana še ni. Izraz se običajno uporablja za telesa, ki niso pod močnim gravitacijskim vplivom Neptuna (niso v orbitalni resonance z njim). Stara definicija je med kubevane vključevala telesa, ki imajo veliko polos med 39,4 in 47,8 a.e. in so v orbitalni resonanci med 2:3 and 1:2.
Novejše definicije med kubevane prištevajo telesa, ki 
- niso v resonaci
- imajo poprečen Tisserandov parameter večji od 3
- imajo poprečno izsrednost manjšo od 0,2